# USS Voyager
L’USS Voyager (NCC-74656) és la nau espacial fictícia de la classe Intrepid que és l'escenari principal de la sèrie de televisió de ciència-ficció Star Trek: Voyager. Està comandada per la capitana Kathryn Janeway. La Voyager va ser dissenyada pel dissenyador de producció de Star Trek: Voyager Richard D. James i l'il·lustrador Rick Sternbach. La majoria de les aparicions en pantalla de la nau són imatges generades per ordinador (CGI); de vegades també s'hi feien servir models. El lema del vaixell, tal com està gravat a la placa d'inauguració, és una cita del poema "Locksley Hall" d'Alfred Tennyson: "Perquè em vaig submergir en el futur, fins on l'ull humà podia veure; vaig veure la visió del món i tota la meravella que hi hauria".
Voyager va debutar a la televisió el gener de 1995 a "El Guardià", el pilot més car de la història de la televisió fins aleshores, que va costar 23 milions de dòlars. A més del programa de televisió homònim, la nau espacial va aparèixer al joc d'ordinador Star Trek: Voyager Elite Force (2000). El disseny de la nau espacial també es va utilitzar per a Star Trek: The Experience, un parc temàtic a Las Vegas del 1998 al 2008, i com a coberta.

## Concepte i disseny
Rick Sternbach, que va dissenyar el cub Borg per a La nova generació, i Richard James van col·laborar durant diversos mesos per dissenyar l'USS Voyager.Sternbach va començar a treballar en el nou disseny a la tardor de 1993 quan es va anunciar la nova sèrie. A la primavera de 1994, el disseny havia començat a madurar i era més petit que el Enterprise-D de La nova generació, amb característiques com la capacitat d'aterrar a la superfície d'un planeta. El disseny interior es va centrar en el pont, que va marcar la pauta per a la resta de la nau. Al llarg del procés de disseny, l'objectiu principal era fer-la nova i atractiva, tot mantenint en part el mateix disseny familiar.
Els plans d'efectes especials de la Voyager es van fer tant amb miniatures com amb CGI. Els plans en miniatura del model de la Voyager es van utilitzar com a punt de referència per millorar els plans CGI. Dos models informàtics diferents van ser desenvolupats a partir del model físic per dues empreses diferents que el van escanejar, Amblin Imaging i Foundation Imaging.  Amblin va guanyar un Emmy per les imatges CGI inicials del títol de la sèrie «Voyager» que mostraven l'USS «Voyager» passant per l'espai, però els exteriors dels episodis setmanals es van capturar amb miniatures fetes a mà de la «Voyager». A finals de 1996 (a mitjans de la tercera temporada), alguns plans exteriors eren completament CGI. Un altre repte del disseny va ser coordinar el disseny de l'escenografia interior amb els plans exteriors, en particular la ubicació de les habitacions clau i el disseny de les finestres. Aquests van ser importants, per exemple, en plans que creuaven des de l'exterior de la nau espacial fins a l'interior de la nau espacial en un sol pla de rodatge.
El model principal de la Voyager utilitzat per al rodatge es va vendre en una subhasta de Christie's el 2006 per 132.000 USD.

### Missió
La Voyager va ser llançada l'any 2371. La primera missió de la tripulació va ser localitzar una nau Maquis a les Badlands. Una força alienígena anomenada El Guardià va transportar tant la Voyager com la nau Maquis a través de 70.000 anys llum fins al Quadrant Delta, danyant la Voyager i matant diversos membres de la tripulació, incloent-hi el personal mèdic, l'oficial timoner, el primer oficial i l'enginyer en cap. La Voyager i la nau Maquis finalment queden encallades al Quadrant Delta per evitar un genocidi dels Ocampa, una espècie d'un planeta proper sota la protecció del Guardià dels Kazon, una raça antagònica nativa del Quadrant Delta que busca els recursos dels Ocampa. La capitana Janeway ordena la destrucció del dispositiu que podria transportar la Voyager i la nau Maquis a casa, protegint així els Ocampa. Encallades, i amb la nau Maquis també destruïda, ambdues tripulacions s'integren i treballen juntes per al viatge de tornada a casa previst de 75 anys.
La tripulació prevista era de 141 membres de la Flota Estel·lar, encara que hi havia 153 en l'inici de la missió.Aquesta xifra va fluctuar durant el seu temps al Quadrant Delta, guanyant o perdent recompte a causa de contratemps, tripulació adoptada, naixements i sortides voluntàries; comencen el segon any del seu viatge amb 152 persones a bord, i en un moment donat durant el cinquè any del seu viatge, hi havia 150 persones a bord.
El Comandament de la Flota Estel·lar finalment s'adona de la presència de la nau al Quadrant Delta i més tard pot establir una comunicació regular. Després d'un viatge de set anys, durant el qual l'adquisició de noves tecnologies i l'assistència de diversos aliats ja havien permès a la nau recórrer una distància que d'altra manera hauria trigat més de trenta anys, la nau va tornar al Quadrant Alfa a través d'un conducte transcurvatura Borg.
A l’estrena de la temporada 4 de Star Trek: Lower Decks "Twovix," es converteix en un museu quan un macrovirus inactiu causa estralls a la nau. Després que l'incident conclogui, la Voyager es retira a un museu i els esdeveniments de l'episodi s'afegeixen a les seves exposicions.
A la temporada 2 de Star Trek: Prodigy la Voyager és substituïda per l'USS Voyager-A, que el Doctor descriu com una nau científica de classe Lamarr modernitzada amb tecnologies que la Voyager va portar del Quadrant Delta. És comandada per l'ara vicealmirall Janeway en el seu viatge inaugural. Hi ha diverses referències a la Voyager original, i Janeway tét una maqueta de la nau a la seva sala de preparació. Durant aquest temps, Janeway també celebra el 14è aniversari del seu comandament de la "Voyager", que va ser el primer comandament de Janeway.
La Voyager apareix breument a l'episodi de la tercera temporada Star Trek: Picard "The Bounty", ara fora de servei i forma part del Museu de la Flota de la Flota Estel·lar.

### Disseny i capacitats
La Voyager de 15 cobertes (257 habitacions) i 700.000 tones   va ser construïda a les drassanes de flota Utopia Planitia i llançada des de l'estació terrestre McKinley.
La Voyager estava equipada amb 47 paquets de gel bioneural i dues holocobertes.Estava equipada amb un motor de curvatura de classe 9, que permetia una velocitat màxima sostenible de Warp 9.975. Els pilons de geometria variable permetien a la Voyager i a altres naus de la classe Intrepid superar la warp 5 sense danyar el subespai. Igual que la classe Galaxy, les góndoles warp de la Voyager estaven sota el casc principal. La nau també era capaç d'aterratges planetaris.
La Voyager també tenia un Holograma Mèdic d'Emergència (EMH) programat amb una biblioteca de més de cinc milions de tractaments mèdics diferents de 2.000 referències mèdiques i 47 metges.
La nau estava inicialment equipada amb 40 torpedes fotònics amb caps nuclears tipus VI, dos dels quals estaven equipats amb dispositius tricobalt. Tots dos dispositius tricobalt es van utilitzar per destruir la matriu del Guardià. Els torpedes quàntics també eren compatibles amb els llançadors Voyager, amb algunes modificacions. La «Voyager» allotjava cinc llançadors de torpedes estàndard (dos a proa, dos a popa, un ventral) i era capaç de disparar fins a quatre torpedes per llançador alhora. A l'episodi final, una Kathryn Janeway del futur alternatiu va equipar la nau amb torpedes transfàsics i blindatge ablatiu del buc.
Durant els anys al Quadrant Delta, la nau s'ha ampliat amb millores i modificacions personalitzades i no especialitzades, algunes de les quals es modifiquen a partir de tecnologia d'altres cultures, com ara els nínxols de Set de Nou i el Delta Flyer, que utilitzen tecnologia Borg modificada. Diverses peces de tecnologia del futur també es van instal·lar a l'episodi final, cortesia de l'almirall Janeway, que va viatjar enrere en el temps per portar la «Voyager» a casa. Algunes de les solucions adaptatives són per compensar els desavantatges de ser a 70.000 anys llum del port, com ara la badia de aeroponia i la transformació del menjador del capità en una cuina, i l'adquisició de millores d'extraterrestres al Buit que augmenten enormement l'eficiència del replicador.
La badia de càrrega 2 està equipada amb diversos alcoves Borg quan la capitana Janeway forma una aliança amb els Borg i diversos Borg es veuen obligats a treballar a bord de la «Voyager» durant l'aliança. Set de Nou i Harry Kim construiren un laboratori d'astrometria des de zero amb sensors millorats pels Borg, coneixement dels quals Set de Nou va retenir dels Borg.

## Llançadora
Una llançadora important en molts episodis, i operada des de l'USS Voyager, va ser una nau espacial anomenada Delta Flyer. La Delta Flyer es va introduir a l'episodi de la cinquena temporada "Extreme Risk", i va ser dissenyada i construïda per la tripulació en el context de la sèrie. El disseny de la nau espacial fictícia per part de l'equip de producció i com es va presentar en els efectes especials s'ha escrit en llibres sobre la franquícia. La Delta Flyer va ser dissenyada per l'il·lustrador Rich Sternbach, i les vistes exteriors van ser representades per gràfics per ordinador per Foundation Imaging.
Una de les llançadores de la Voyager, l'Aeroshuttle, estava integrada amb el casc a la secció del plat i, tot i que mai es va utilitzar en un episodi, l'equip de producció va desenvolupar imatges de prova d'efectes especials del seu desembarcament. L’Aeroshuttle de la Voyagerestava pensada com una nau amb capacitat de curvatura que també pogués volar en atmosferes; les imatges van ser realitzades pels líders de l'equip CGI Rob Bonchune i Adam Lebowitz, juntament amb el productor d'efectes visuals Dan Curry. També es van desenvolupar dues altres naus, la Manta i la Cochrane, però la Manta no es va utilitzar. Cochrane es va utilitzar a Llindar amb el propòsit d'arribar a la velocitat warp 10.

## Presentacions
A més del programa de televisió homònim, la nau espacial va aparèixer al joc d'ordinador Star Trek: Voyager Elite Force (2000). El disseny de la nau espacial també es va utilitzar per a Star Trek: The Experience, un parc temàtic a Las Vegas del 1998 al 2008, i com a portada. Els dissenys també es van mostrar a la portada dels llançaments de LaserDisc.

### En els videojocs
El disseny de la «Voyager» va aparèixer a «Star Trek: Voyager», que es va emetre originalment a la cadena UPN del 1995 al 2001, però que també es va utilitzar en diversos videojocs i videojocs d'ordinador en aquell període en diverses funcions. Un va ser Star Trek: Voyager – Elite Force que va sortir l'any 2000. Aquest era un estil de joc d'ordinador conegut com a videojoc d'acció en primera persona i va rebre una acollida positiva per part de la comunitat de jugadors en aquell moment. Voyager Elite Force va ser classificat en segon lloc dels deu millors jocs de Star Trek fins al 2015. La seva seqüela es va publicar el 2003. Un joc basat en la sèrie, Voyager (cap al 1995), va ser cancel·lat però ha influït en altres jocs des de llavors.

### Comercialització
L'empresa de fabricació de maquetes Revell va llançar una maqueta de plàstic de l'USS Voyager. Una altra oferta prefabricada estava feta de metall, i un crític va elogiar l'estil "swooshy" de "punta de fletxa" del disseny. La forma del disseny apareix habitualment en relació amb marxandatge de «Voyager» o en altres llocs que fan ús de contingut de la franquícia «Star Trek»; per exemple, es va mostrar una vista de l'USS Voyager com a portada de l'àlbum d'una col·lecció de música de 4 CD de la sèrie publicada el 2017.

## Producció
A finals d'octubre de 1994, el model de l'USS Voyager va ser lliurat a Image G, que va fer el treball de vídeo de control moviment fotogràfic amb el model per als plans d'efectes especials per al proper llançament de la sèrie de televisió Star Trek: Voyager.Image G també va fer la fotografia de control de moviment per a la matriu Guardià, així com per a les naus Maquis i Kazon.
Els principals decorats per a l'interior de la nau espacial estaven ubicats a Stage 8 i Stage 9 als Paramount Studios.
Un dels decorats més complexos per a la nau espacial va ser el pont de la Voyager. El pont de la Voyager tenia 11 monitors diferents de tres mides diferents, que mostraven gràfics personalitzats segons el que es filmava per a cada escena. Per a una escena amb la configuració d'"alerta vermella", els gràfics de vídeo adequats s'haurien de mostrar al moment. Aquests gràfics van ser creats per un equip de persones, amb la necessitat de gràfics estàtics i de vídeo. Depenent de l'episodi, un equip creatiu hauria de fer gràfics personalitzats o seqüències de vídeo. Els vídeos es van gravar en un videocasset per reproduir-se en el moment adequat, com ara quan un actor (per exemple, l'equip de la "Voyager") mirava un monitor.
El disseny i els decorats de la nau també es van utilitzar a l'episodi de Star Trek: Deep Space Nine "Inter Arma Enim Silent Leges", aquesta vegada com la classe Intrepid USS Bellerophon.